# Vera Santos
Vera Lúcia Montez dos Santos (Santarém, 3 de Dezembro de 1981) é uma marchadora portuguesa especializada nos 20 km marcha.
Entre 1998 e 2004 foi atleta do Clube de Natação de Rio Maior.
Desde 2005 no Juventude Operária do Monte Abraão onde esteve até Setembro de 2010, quando se transferiu para o Sporting Clube de Portugal, juntamente com o marido e treinador João Vieira.
Em 2006 nos Campeonatos da Europa em Gotemburgo obteve o 8.º lugar na prova de 20 km marcha.
Em 2008 nos Jogos Olímpicos de Pequim obteve o 9.º lugar na prova de 20 km marcha. No ano seguinte nos Campeonatos do Mundo em Berlim em 20 km marcha obteve o 5.º lugar.
Em 2010 em Barcelona nos Campeonatos da Europa na prova de 20 km marcha obteve o 6.º lugar.

## Recordes Pessoais
- 20 km marcha: 1.28.14 (Pequim - 2008)

## Campeonatos Nacionais
- 2 Campeonato Nacional 20 km marcha (2005 e 2010)

## Jogos Olímpicos
- (2008 - Pequim) 20 km marcha (9.º lugar)

## Campeonatos do Mundo
- (2003 - Paris) 20 km marcha (15.º lugar)
- (2005 - Helsínquia) 20 km marcha (15.º lugar)
- (2007 - Osaka) 20 km marcha (11.º lugar)
- (2009 - Berlim) 20 km marcha (5.º lugar)

## Campeonatos da Europa
- (2002 - Munique) 20 km marcha (17.º lugar)
- (2006 - Gotemburgo) 20 km marcha (8.º lugar)
- (2010 - Barcelona) 20 km marcha (6.º lugar)

## Campeonato da Europa Sub23
- (2003) 20 km marcha (medalha de prata)

## Campeonatos do Mundo Juniores
- (1998 - Annecy, França) 5 km marcha (29.º lugar)
- (2000 - Santiago do Chile) 10 km marcha (5.º lugar)

## Taça do Mundo de Marcha
- (2002 - Turim) 20 km marcha (36.º lugar)
- (2004 - Naumburg) 20 km marcha (36.º lugar)
- (2006 - Corunha) 20 km marcha (27.º lugar)
- (2008 - Cheboksary) 20 km marcha (3.º lugar)
- (2010 - Chihuahua) 20 km marcha (2.º lugar)